# Cubula

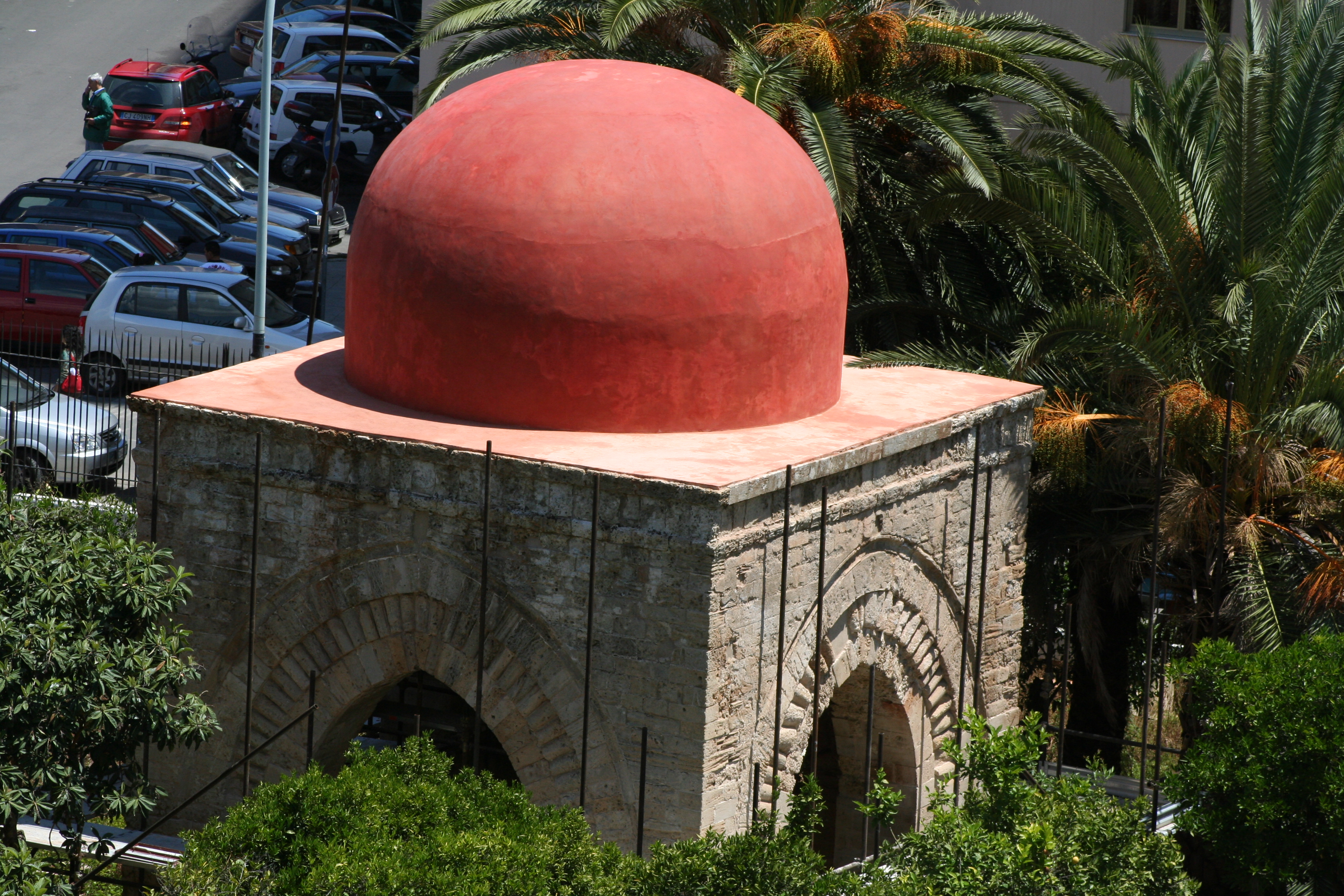
Koepel van de Cubula

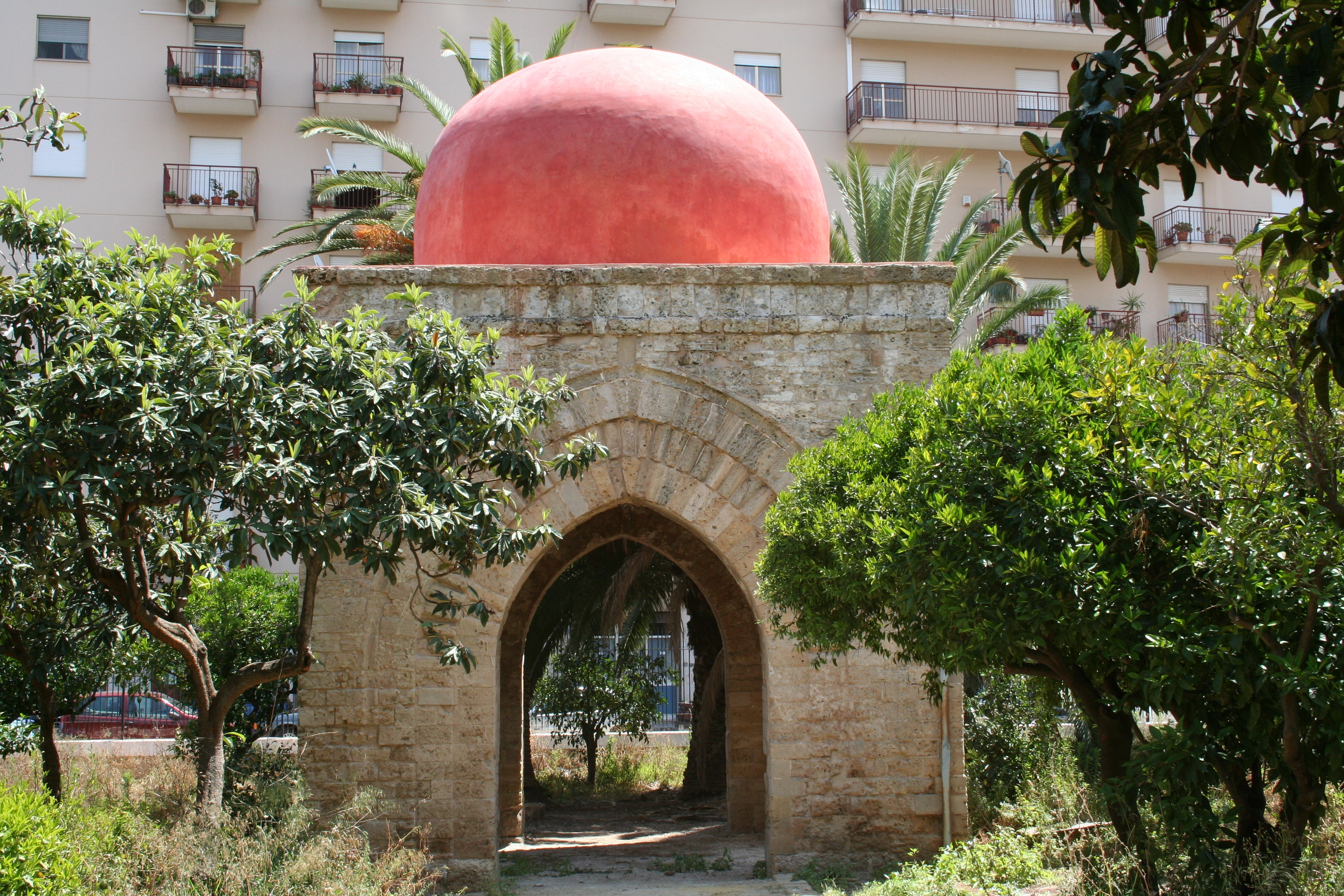
Cubula

De Cubula, ook Piccola Cuba (kleine kubus) genoemd, is een paviljoen in de Arabisch-Normandische stijl. Het bouwwerk staat in het kleine park van de Villa Napoli in Palermo.

## Geschiedenis
De Cubula werd onder koning Willem II in de 12e eeuw gebouwd. Van de vele paviljoenen die oorspronkelijk in het Koninklijke Park ten westen van het Palazzo dei Normanni stonden, is de Cubula de enige die nog steeds bestaat. In 1556 vermoedde de historicus Tommaso Fazello dat het paviljoen heeft gediend voor de rustpauzes tijdens de jacht in het Koninklijke Park.

## Architectuur
Het paviljoen heeft een kubusvormige structuur met een halfronde, rode koepel, zoals gebruikelijk voor gebouwen in het Normandische Palermo en ook bij de kerken San Giovanni dei Lebbrosi, San Giovanni degli Eremiti en San Cataldo te zien is. De vier zijwanden hebben spitsboogvormige arcaden.